# Viktor Rydberg

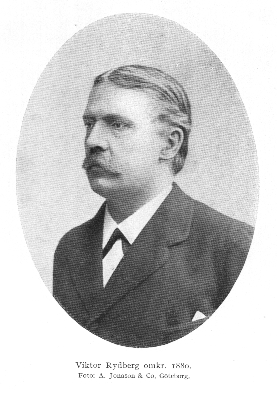
Viktor Rydberg, 1880

Abraham Viktor Rydberg (* 18. Dezember 1828 in Jönköping; † 21. September 1895 in Djursholm) war ein schwedischer Schriftsteller, Dichter und Kulturhistoriker.

## Leben
Abraham Viktor Rydberg wurde als Sohn eines Gefängnisbeamten und einer Hebamme geboren. Seine Mutter starb 1834 an der Cholera. Sein Vater wurde danach zum Alkoholiker, während Viktor Rydberg von der Armenfürsorge betreut wurde und bei verschiedenen Pflegeeltern aufwuchs. Den Besuch eines Gymnasiums brach er ab und begann 1855 eine Tätigkeit als Journalist, zunächst bei der Göteborgs Handels- och Sjöfartstidning. Später holte er den Schulabschluss nach und studierte Jura. Einen Abschluss erreichte er nie. Seit 1868 gehörte er dem Kirchenrat (Kyrkomötet), dem höchsten beschlussfassenden Gremium der evangelisch-lutherischen Staatskirche Schwedens an. Von 1870 bis 1872 war er Mitglied des Reichstages. 1873 und 1874 unternahm er eine längere Italienreise. Nach seiner Rückkehr lebte Viktor Rydberg als Publizist. 1877 wurde er zum Mitglied der Schwedischen Akademie gewählt und 1884 zum Professor für Kulturgeschichte ernannt.

## Werk

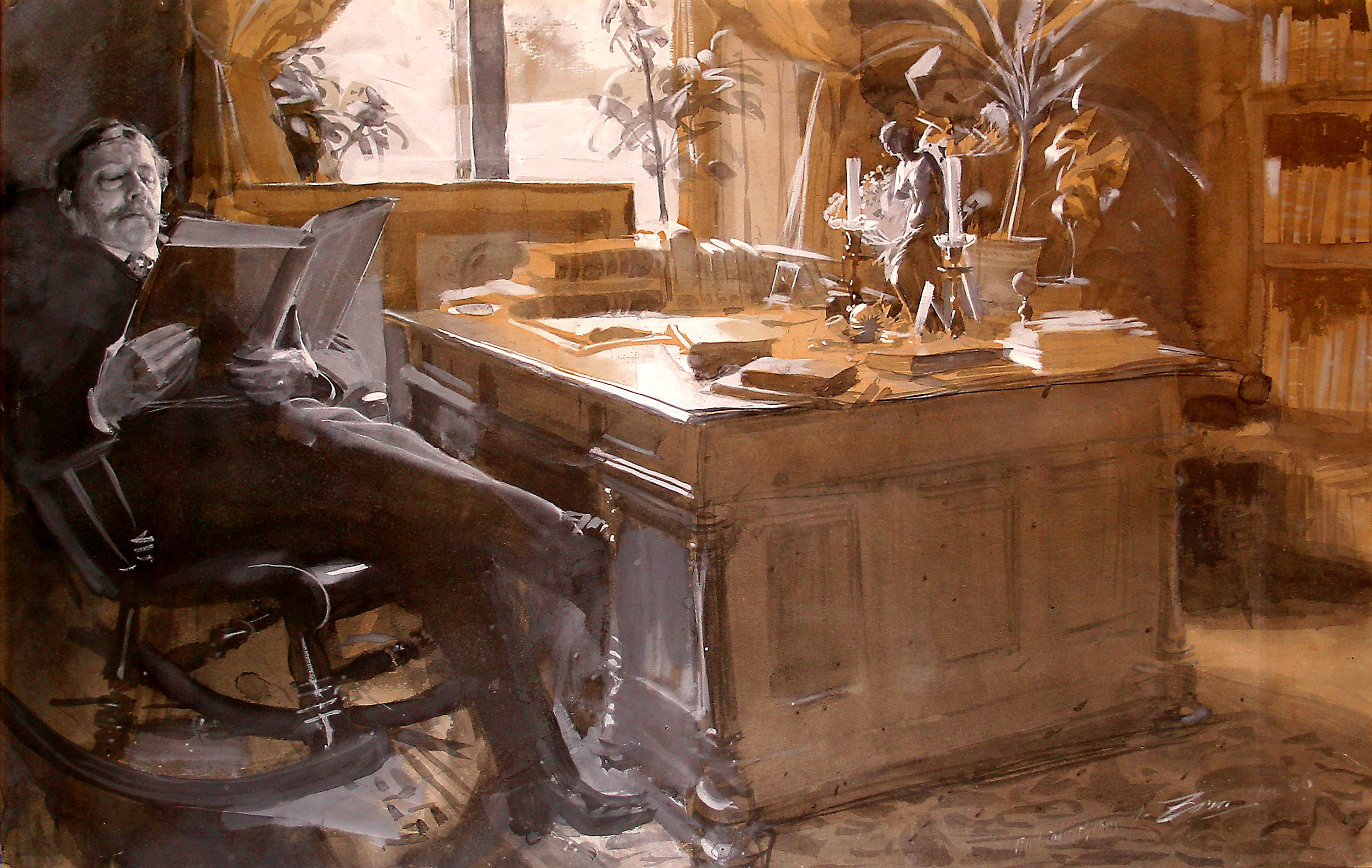
Viktor Rydberg liest ein Buch in seinem Schaukelstuhl, Gemälde von Anders Zorn

Viktor Rydberg steht noch in der Tradition der Romantik. Auf der Grundlage eines starken christlichen Glaubens gelangte er zu liberalen Gedanken und einem optimistischen Fortschrittsglauben. Von dieser Position aus (nicht etwa aus prinzipieller Gegnerschaft zum Christentum) richtete er scharfe Angriffe gegen das dogmatische Kirchenchristentum.

### Romane
Viktor Rydberg machte sich vor allem einen Namen als Romanschriftsteller. Sein bekanntestes Werk ist der Roman Singoalla, zuerst erschienen 1857. Es handelt sich um eine im Mittelalter angesiedelte Geschichte von der verbotenen Liebe des Ritters Erland Månesköld zu der Zigeunerin Singoalla. Singoalla gilt als „spätes Meisterwerk der schwedischen Romantik“.
1859 erschien sein Roman Den siste atenaren („Der letzte Athener“), ein farbenprächtiger historischer Roman über den Kampf zwischen Heidentum und aufkommendem Christentum im Athen der Spätantike vor dem Hintergrund des Versuches von Kaiser Julian, die Konstantinische Wende rückgängig zu machen. Auf der einen Seite stehen Bischof Petros und die Priesterschaft der entstehenden konstantinischen Staatskirche. Sie vertreten das negative „orientalische“ Prinzip von Gewalt, Dogmatismus und Fanatismus. Auf der anderen Seite stehen der „Erzheide“ Krysanteus sowie diejenigen Christen (vor allem in den Reihen der Donatisten), die dem Ideal Christi treu geblieben sind. Sie vertreten das positive „westliche“ Prinzip von Vernunft und Humanität. Rydberg selbst bezeichnete in seinem ausführlichen Vorwort den Roman als „Speer, in die feindlichen Reihen geschleudert in der löblichen Absicht des Kriegers, zu verletzen und zu töten“. Auch in seinem Roman Vapensmeden („Der Waffenschmied“, 1871) vertrat Rydberg liberale Gedanken.

### Gedichte
Erst spät, 1882 und 1891, veröffentlichte Viktor Rydberg zwei Gedichtsammlungen, in denen er oft philosophische Fragen behandelte. Sein bekanntestes Gedicht Tomten (ungefähr: „Das Wichtelmännchen“) handelt von einem Naturwesen, das über das Rätsel des Daseins grübelt. In seiner Kantate zur 400-Jahr-Feier der Universität Uppsala (1877) huldigt Rydberg dem optimistischen Fortschrittsglauben: Die Wanderung des Volkes Israel ins Gelobte Land symbolisiere den Weg der Menschheit in eine bessere Zukunft, die vier Fakultäten Theologie, Jurisprudenz, Medizin und Philosophie hälfen dem Menschen dabei. Hier findet sich das berühmte idealistische Motto Vad rätt du tänkt, vad du i kärlek vill / vad skönt du drömt, kan ej av tiden härjas / det är ein skörd, som undan honom bärgas / ty den hör evighetens rike till (ungefähr: „Was du recht gedacht hast, was du aus Liebe willst, was schönes du geträumt hast, kann nicht von der Zeit zerstört werden, denn das ist eine Ernte, die vor der Zeit geborgen wird“). In seinem großen Ideengedicht Prometeus och Ahasverus („Prometheus und Ahasverus“) greift Rydberg die Thematik aus Den siste atenaren wieder auf: Der durch die Welt wandernde Ahasverus besucht den an den Felsen geschmiedeten Prometheus, wobei sich ein Dialog zwischen beiden entspinnt. Ahasverus verkörpert das nihilistische „orientalische“ Prinzip: In der Welt gibt es nichts als rohe Gewalt und grausame Willkür, dem Menschen bleibt nichts übrig, als das Schicksal ohnmächtig hinzunehmen. Demgegenüber vertritt Prometheus das idealistische „westliche“ Prinzip: Mitmenschlichkeit, Aufbegehren gegen Ungerechtigkeit und Despotie, Kampf für eine bessere Zukunft, Kunst und Kultur. Zum Schluss erscheint der Messias und gibt seine Sympathie für Prometheus zu erkennen. In dem Gedicht Den nya Grottesången (ungefähr: „Das neue Grotte-Lied“) prangerte Viktor Rydberg unter Verwendung eines Motivs aus der Edda die Ausbeutung der Arbeiter in der beginnenden Industrialisierung an.

### Sonstiges
1862 veröffentlichte Viktor Rydberg das Buch Bibelns lära om Kristus („Die Lehre der Bibel von Christus“). In diesem Buch behauptet Viktor Rydberg, dass das Dogma von der Dreieinigkeit in den Evangelien nicht enthalten sei und eine Erfindung spätantiker Konzile sei. Jesus Christus sei zwar ein vorbildlicher und vollkommener Mensch, aber nicht Gott. Das Buch erregte bei seinem Erscheinen großes Aufsehen, zumal damals in Schweden noch keine Religionsfreiheit herrschte.
Viktor Rydberg trug mit dem Weihnachtslied Gläns över sjö och strand („Glanz über See und Strand“) und der Erzählung Lille Viggs äventyr på julafton („Klein-Viggs Abenteuer am Heiligabend“) nicht unwesentlich zur schwedischen Weihnachtskultur bei.
Außerdem war Viktor Rydberg ein bedeutender Übersetzer, beispielsweise von Edgar Allan Poe und Johann Wolfgang von Goethe.
Walther Hjalmar Kotas bezeichnete Rydberg als einen „der fleckenfreisten Charaktere der schwedischen Literatenwelt“. Er sei ein gebildeter Idealist gewesen, der fundierte Essays verfasst habe. Sein Schaffen habe „weit in die Moderne hinein“ gereicht.

## Adaptionen
- Tomte Tummetott, Kinderbuch von Astrid Lindgren nach dem Gedicht Tomten

## Verfilmungen
- 1950: Singoalla – die Zigeunerin (Singoalla) – Regie: Christian-Jaque